# Riccardo Gigante
Riccardo Gigante (Fiume, 29 gennaio 1881 – Castua, 4 maggio 1945) è stato un politico, giornalista e imprenditore italiano.

## Biografia
Nato a Fiume nell'allora Impero austro-ungarico si diplomò all'accademia di commercio della città. Intrapresa la carriera giornalistica, nel 1907 a 26 anni, divenne direttore del periodico "La Giovane Fiume". Avvicinatosi alle idee dell'irredentismo nel 1915 si arruolò e combatté nel Regio Esercito dove ottenne la Croce di guerra al valor militare. Al termine della guerra ricoprì la carica di sindaco di Fiume (dal novembre 1919 al dicembre 1920), poi, con l'annessione di Fiume all'Italia aderì al Partito Nazionale Fascista (1924) e dal 1930 al 1934 ricoprì la carica di podestà di Fiume. Nel 1934 venne nominato senatore, carica che mantenne fino alla caduta del fascismo.
Nel 1937 divenne anche presidente della Società fiumana di navigazione.
Dopo la caduta del fascismo aderì alla Repubblica Sociale Italiana e venne nominato nel 1943 governatore della provincia di Fiume, carica che mantenne per 3 settimane. Sul quotidiano fiumano La Vedetta d'Italia assunse posizioni contro la politica di assimilazione forzata operata negli anni precedenti.
Rimasto in città anche dopo l'arrivo dell'armata di liberazione iugoslava, il 3 maggio 1945, venne prelevato dall'OZNA e fucilato il giorno dopo a Castua.
La fossa comune dove è stato gettato, nel bosco di Loza in località Crekvina, è stata individuata nel 1992. La fossa è stata scavata il 4 luglio 2018. Sono state esumate le ossa poi risultate di 8 persone, i resti sono stati consegnati al Consolato italiano di Fiume.
Il 15 settembre dello stesso anno è stata celebrata una messa nella Chiesa parrocchiale di Sant'Elena a Castua dal parroco don Franjo Jurčević in collaborazione con il consolato italiano e la Società di Studi Fiumani.
I resti sono quindi tornati in Italia il 20 ottobre 2018 accolte con una cerimonia presso il Tempio Ossario di Udine. Dopo gli esami condotti dai Carabinieri dei Ris di Parma i resti sono stati attribuiti ufficialmente e dopo una cerimonia a Udine del 13 febbraio 2020 i resti sono giunti il 14 dello stesso mese a Gardone Riviera al mausoleo del Vittoriale degli italiani costruito e voluto da Gabriele D'Annunzio.